# Classification canadienne des interventions en santé
 (novembre 2011).
 (janvier 2023).
La classification canadienne des interventions en santé (CCI) est la nouvelle[Quand ?] norme nationale de classification des interventions dans les soins de santé. La CCI est le système de classification qui accompagne la CIM-10-CA. Elle remplace la Classification canadienne des actes diagnostiques, thérapeutiques et chirurgicaux (CCA) et la partie portant sur les interventions dans la ICD-9-CM au Canada.